# Tefko Saracevic
Tefko Saracevic (Zagreb, 24 de noviembre de 1930-Spring Lake, 5 de octubre de 2024) fue un informatólogo croata. Sus investigaciones en el campo de la Información y Documentación se centran en la Recuperación de información, orientadas hacia la interacción usuario-sistema documental.

## Biografía
Nace en Zagreb, ciudad de la antigua Yugoslavia (hoy capital de Croacia) y en 1957 se licencia en Ingeniería Eléctrica en la Universidad de Zagreb. Viaja a Cleveland, Ohio (EE. UU.) en 1962 para realizar un master en Biblioteconomía en la Case Western Reserve University y en 1969 se doctora en la misma institución sobre temas documentales. Es profesor en dicha universidad hasta 1985 cuando se incorpora a la Universidad Rutgers, donde es nombrado profesor titular en 1991 y desde 2003 a 2006 fue decano asociado.
Es editor jefe de la revista científica Information Processing and Management desde 1985.
Fue presidente de la American Society of Information Science and Technology (ASIST) en 1991. Es copresidente de la conferencia y curso Bibliotecas en la red digital (LIDA) que se celebra anualmente en Dubrovnik (Croacia).
Además, ha realizado proyectos de investigación para instituciones como la Fundación Nacional de la Ciencia, National Institutes of Health, el departamento de Educación de EE. UU., el Council for Library Resources, la Fundación Rockefeller o la Unesco. Tefko Saracevic ha colaborado en muchos proyectos con Paul Kantor.

## Obra académica
Tefko Saracevic ha centrado sus investigaciones principalmente en todos los aspectos humanos relacionados con la interacción personas-ordenadores en la recuperación, encuadrándose dichos trabajos en los llamados modelos cognitivos de recuperación de información. Estas investigaciones le llevaron a elaborar una teoría en 1978 sobre los conceptos de relevancia y pertinencia (que en inglés tienen el mismo significado) en entornos documentales. Según Saracevic, ambos conceptos se basan en el porcentaje de conocimiento que se constituye en la información que llena la necesidad de un usuario en una situación determinada; esto es:
- La relevancia es la propiedad que asigna ciertas partes de un archivo (por ejemplo, un documento) a una pregunta.
- La pertinencia es la propiedad que los asigna a la necesidad de información, y que solamente podrían determinar los usuarios.

Un usuario recupera documentos relevantes sobre un tema, pero selecciona solamente aquellos que son pertinentes a una búsqueda específica de acuerdo a la investigación que realiza.
En los 90, Tefko Saracevic dio a conocer un modelo para la recuperación interactiva de la información y la interacción hombre-máquina, al que llamó modelo estratificado de relevancia. Saracevic utiliza la estructura de la teoría estratificada de la Lingüística y la comunicación. Plantea varios niveles dentro de la relevancia, de los cuales, solo uno pertenece al dominio del sistema de recuperación, mientras que el resto se refieren a las necesidades de búsqueda del usuario: actitudes, circunstancias, estado emocional... Por lo tanto, uno de los objetivos fundamentales de este modelo es hallar e identificar los procesos de búsqueda de información de los usuarios al diseño de la interfaz para procurarse el éxito. Esta interfaz costaba de 2 estratos, desarrollados por Saracevic y Amanda Spink:
- 1º Superficial, con elementos relativos a los documentalistas o los diferentes operadores con la base de datos.
- 2º Cognitivo, imprescindible para la operatividad del primer nivel, donde se analizaba la actitud del usuario y sus necesidades.

Con la llegada de la web social, este modelo estratificado ha quedado desfasado como sistema de recuperación de información, no así en los procesos de indización.
Fruto de estos estudios, Saracevic diseñó el esquema en el que se describen las estrategias de búsqueda más citadas por otros autores.
Demás, Tefko Saracevic ha trabajado en proyectos de evaluación de sistemas de información y bibliotecas digitales, especialmente en la información biomédica, donde demostró que 80% de las demandas de información son satisfechas con menos del 20% de revistas del ramo. Ha evaluado numerosos sistemas de información biosanitarios en Sudamérica.

## Premios y reconocimientos
Tefko Saracevic ha recibido los premios más prestigiosos en el campo de la Información y Documentación, como el Premio ASIST al Mérito Académico en 1995 y el Premio Gerard Salton en 1997.
El Instituto para la Información Científica (ISI) elaboró un historiograma de citas durante los años 1956-2006 entre más de mil autores para conocer cuáles eran los más citados, ocupando Saracevic el primer puesto del escalafón. En 2009, el ISI contabilizó que Tefko Saracevic poseía 1.193 citas.

## Obras publicadas
Ha escrito 3 monografías y 8 más en colaboración con varios autores. Destacan:
- Relevance: a review of the literature and a framework for thinking on the notion in information science. Part 2, Advance in Librarianship, 2006
- Brenner, HE: Indexing and searching in perspective. Filadelfia:National Foundation of Abstracting and Information Science, 1985.
- & Wood, JB: Consolidation of Information. A handbook on evaluation, restructuring and repackagaing of scientific and technical information. París:UNESCO, 1981
- Introduction to information science. Nueva York:Browker, 1970.

Ha publicado más de 400 artículos científicos en revistas prestigiosas y da conferencias en numerosos países.